# Pterygophyllum splachnifolium
Pterygophyllum splachnifolium là một loài Rêu trong họ Hookeriaceae. Loài này được (Brid.) Brid. mô tả khoa học đầu tiên năm 1819.